# Microstylum nigricauda
Microstylum nigricauda är en tvåvingeart som först beskrevs av Christian Rudolph Wilhelm Wiedemann 1824.  Microstylum nigricauda ingår i släktet Microstylum och familjen rovflugor. Inga underarter finns listade i Catalogue of Life.